# الأخوة كيب
الأخوة كيب (بالفرنسية: Les Frères Kip)‏، (بالإنجليزية: The Kip Brothers)‏ هي رواية من تأليف الروائي جول فيرن صدرت عام 1902. وهي جزء من سلسلة «رحلات غير عادية».